# Franz Inselkammer (Brauer, 1935)
Franz Inselkammer (* 14. Dezember 1935 in München; † 20. September 2024 ebenda) war ein deutscher Braumeister und Unternehmer aus der Familie Inselkammer. Er war Inhaber der Brauerei Aying.

## Leben
Franz Inselkammer wurde als ältester von drei Söhnen des Brauereibesitzers Franz Inselkammer geboren. Er studierte Brauwissenschaft an der Hochschule Weihenstephan und war diplomierter Kaufmann. 1963 trat er in das elterliche Unternehmen ein. Nach dem Tod seines Vaters im Jahr 1986 wurde er der 5. Bräu von Aying und übernahm die Leitung der Betriebe.
Unter seiner Führung wurde die Brauerei 1999 an den Ortsrand von Aying ausgelagert. Die neu errichtete Brauanlage zählt noch heute zu den fortschrittlichsten Europas. Eine Untersuchung der Universität Augsburg bestätigte ihr einen Nachhaltigkeitsfaktor von 170 von 200 möglichen. Im gleichen Jahr ermöglichte eine erfolgreiche Probebohrung die Errichtung eines eigenen Tiefbrunnens. Seitdem werden auch nichtalkoholische Getränke in Aying produziert.
Zudem betrieb Franz Inselkammer mit seiner 1977 angeheirateten Frau Angela, geboren 1958 und seit 2016 Präsidentin des Bayerischen Hotel- und Gaststättenverbandes, der 2018 der Bayerische Verdienstorden verliehen wurde, den „Brauereigasthof Hotel in Aying“, der regelmäßig von verschiedenen Restaurantführern ausgezeichnet wird.
Inselkammer war Präsident des Bayerischen Brauerbunds und war bis zu seinem Tod dessen Ehrenpräsident. Von 1966 bis 2002 war er Mitglied im Gemeinderat von Aying.
Aus der Ehe mit Angela gingen drei Kinder hervor. Franz Inselkammer starb am 20. September 2024 im Alter von 88 Jahren. Schon 2010 hatte sein Sohn Franz die Geschäftsführung der Betriebe übernommen.

## Ehrungen
Franz Inselkammer wurde für seine Leistungen und sein Engagement in der Gesellschaft im Jahr 2002 der Bayerische Verdienstorden verliehen.
Im Dezember 2005 beschloss der Gemeinderat von Aying, Inselkammer die Ehrenbürgerwürde zu verleihen.
2015 wurde er mit dem Bayerischen Bierorden ausgezeichnet.

## Engagements
Zum hundertjährigen Firmenjubiläum richtete Franz Inselkammer in dem alten Anwesen Der Sixthof ein Heimatmuseum für Aying ein. Die Räumlichkeiten sind zu besichtigen, werden aber auch für Veranstaltungen genutzt.
Inselkammer engagierte sich mit seinem Unternehmen in sozialen, kulturellen und sportlichen Bereichen und Projekten.